# Nestlé Bear Brand

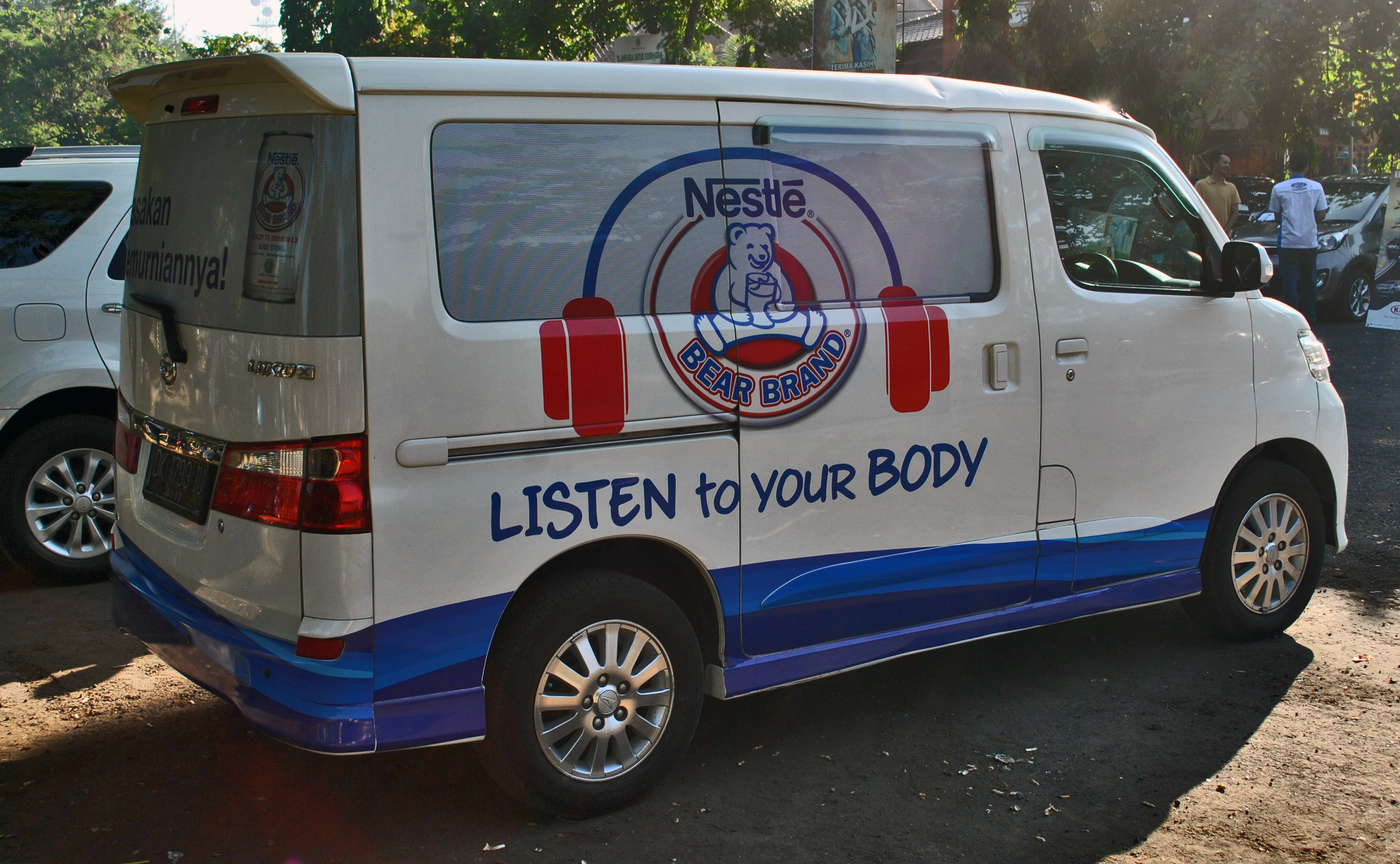
Mini Van Daihatsu Luxio il Nestle Bear Brand

Bear Brand è una marca di latte in polvere e latte sterilizzato un possesso di Nestlé. È venduto in tutto il Sud-est asiatico. Marchio di latte corrispondente è in Svizzera il "Barënmarke".